# Negastrius sabulicola
Negastrius sabulicola is een keversoort uit de familie kniptorren (Elateridae). De wetenschappelijke naam van de soort is voor het eerst geldig gepubliceerd in 1854 door Carl Henrik Boheman.